# 劉杰叡
劉杰叡（2018年10月9日—），臺灣童星，母親為Wa Wa Hong。
在2019年民視八點檔電視劇《多情城市》中飾演「劉真璞」。

## 作品

### 電視劇
| 首播年份 | 播出頻道 | 劇名         | 角色           |
| 2019     | 民視     | 《多情城市》 | 劉真璞         |
| 2021     | 民視     | 《黃金歲月》 | 李天寶（幼年） |
| 2025     | 民視     | 《好運來》   | 客串           |